# Georg Pardeller
Georg Pardeller (* 1. August 1942 in Bozen) ist ein Südtiroler Gewerkschafter und Politiker der SVP.
Der aus Deutschnofen stammende Pardeller begann seine berufliche Laufbahn mit der Ausbildung zum Schneider. Nach Eintritt in den Autonomen Südtiroler Gewerkschaftsbund (ASGB) übernahm er Funktionärsaufgaben und holte sein Abitur an der Handelsoberschule nach. Ab 1992 war er Vorsitzender des ASGB, seit 2003 Abgeordneter im Südtiroler Landtag und damit gleichzeitig im Regionalrat Trentino-Südtirol. Bei den Landtagswahlen 2008 gelang Pardeller mit 6.783 Vorzugsstimmen die Wiederwahl. Vor den Landtagswahlen 2013 verzichtete er auf eine erneute Kandidatur und schied somit aus der aktiven Politik aus.